# Nový dvůr (Lednicko-valtický areál)

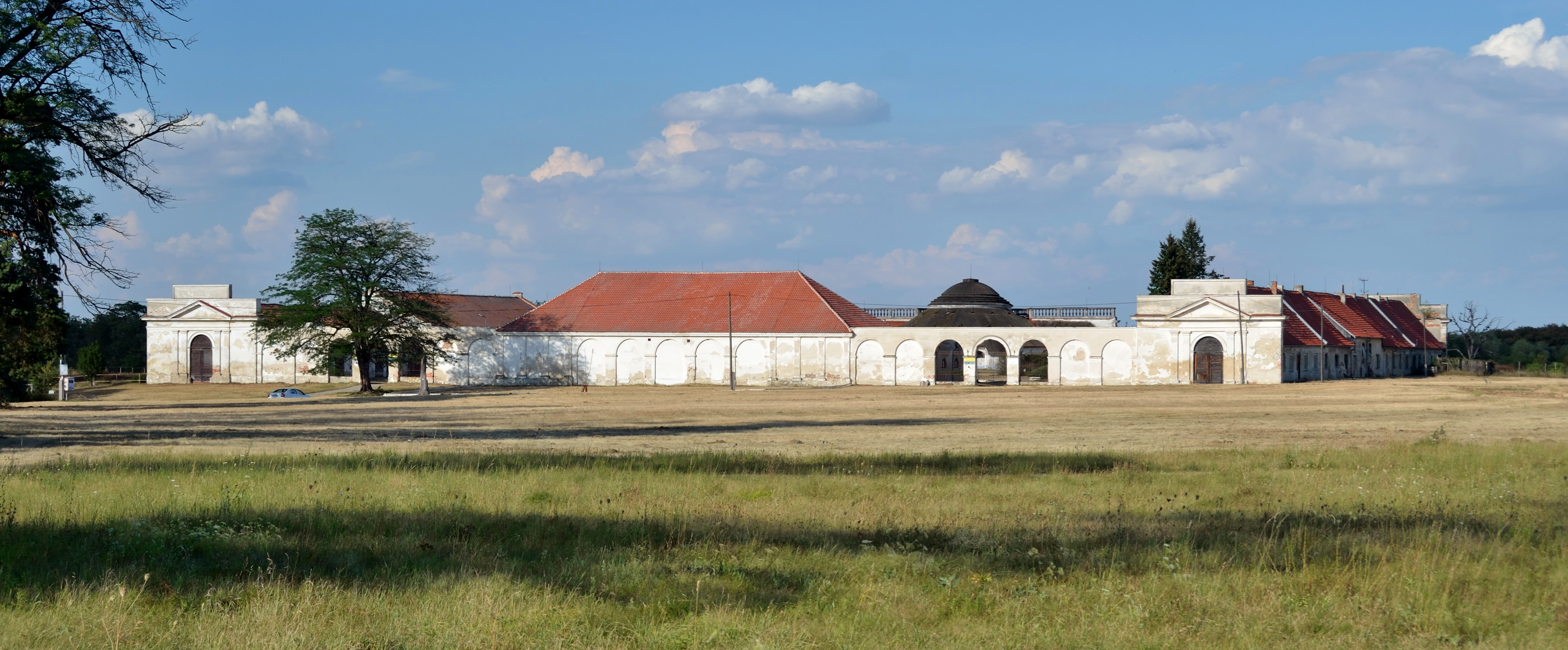
Nový dvůr u Charvátské Nové Vsi

Nový dvůr je empírová stavba hospodářských budov v Lednicko-valtickém areálu zbudovaná v letech 1809–1810 podle projektu Josefa Hardtmutha. V roce 1819 byl doplněn o kruhový salet. Statek se nachází v katastru Charvátské Nové Vsi asi 3 km jižně od Lednice nedaleko Prostředního a Mlýnského rybníka. Areál je chráněn jako kulturní památka České republiky.

## Historie
Objekt nechal vybudovat kníže Jan I. Josef z Lichtenštejna v duchu osvícenství jako vzorový hospodářský statek.  Stavba původně sloužila pro chov dvaceti krav bernského plemene, poté vzácných merinových ovcí. Monumentální čtyřkřídlý komplex obklopující rozlehlý dvůr navrhl knížecí architekt Josef Hardmuth. V roce 1819 byla architektem Josephem Franzem Engelem doplněn o kruhový salet (tzv.  rotundu) se „švýcarskými stájemi“, v níž byla stání pro koně obklopující kruhovou místnost zdobenou iluzivním geometrickým a rostlinných dekorem, prolomenou do stájí i ven velkými francouzskými okny. Knížecí hosté se zde mohli občerstvit a přes skleněnou příčku nahlížet do sousedního chléva.
Budova Nového dvora zažila krušná léta za dob totality. Objekt byl využíván k živočišné výrobě a na historický význam památky nebyly brány ohledy. Když se časem začalo přemýšlet o obnovení budov, objevila se trojice nápadů, jak se stavbou naložit. Vítězně vyšel návrh založit zde chov anglického plnokrevníka s dostihovou stájí. Místní koně si nevedli vůbec špatně, dva dokonce startovali na Velké pardubické. 
V současné době je Nový Dvůr v soukromém vlastnictví a slouží jako stáje pro chov jezdeckých koní a je také využíván k rekreačním účelům.

## Popis

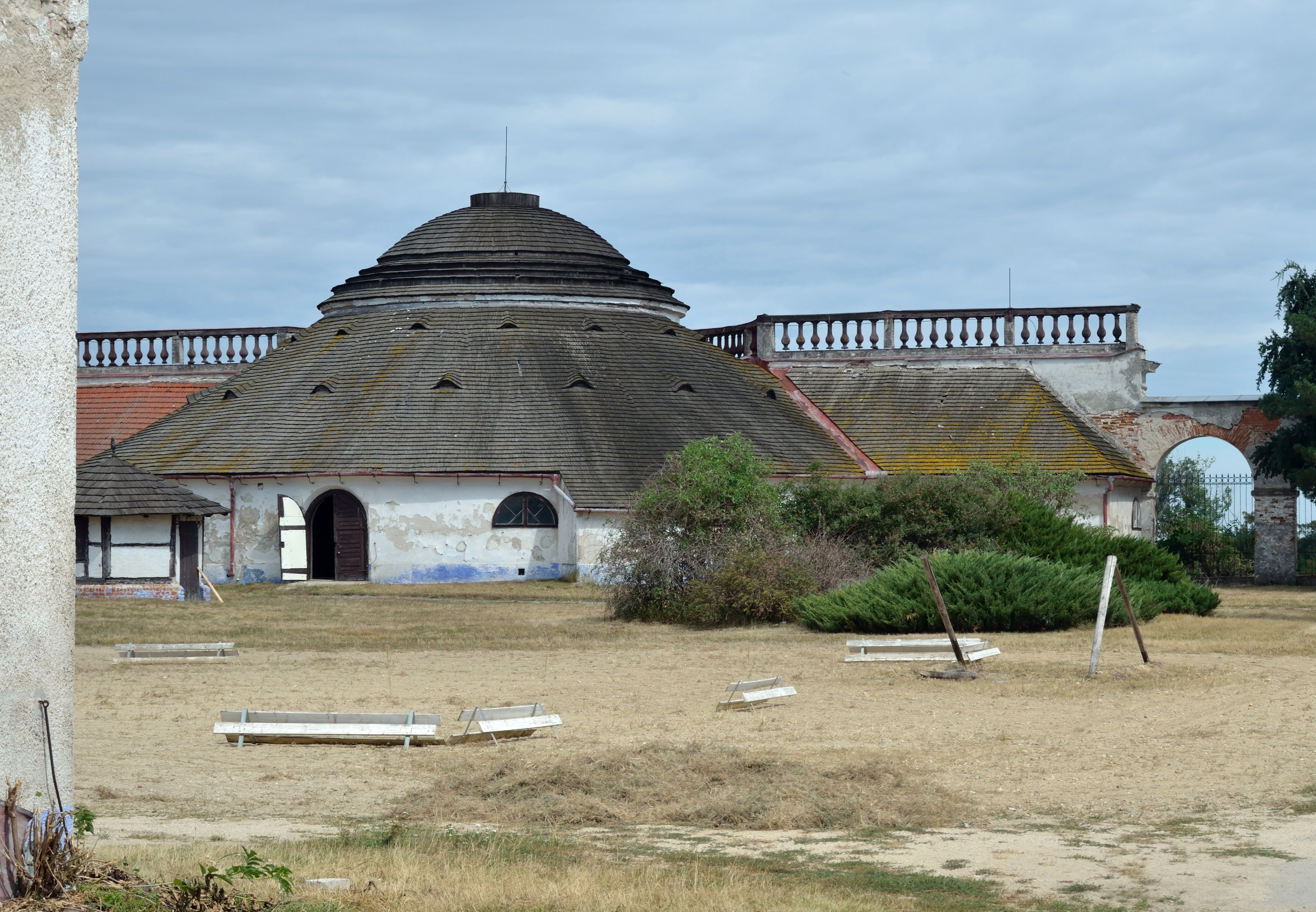
centrální kruhový salet

Celý objekt je disponován kolem širokého obdélníkového dvora vymezeného třemi křídly hospodářských budov (stájí, sýpek a bytů zaměstnanců) a je uzavřen směrem k Lednici arkádovou zdí. Uprostřed tohoto křídla stojí centrální stavba. Ochoz centrály s dřevěnými kuželkami balustrády, nesený šesti hranatými sloupy, umožňuje výhled do krajiny směrem k Lednici a ke vzdáleným Chřibům. Kupole centrály je kryta šindelem. Boční křídla s hospodářskými objekty jsou spojena s centrálou na každé straně zdí prolomenou bránou a šesti oblouky, které jsou vyplněny kovanými mřížemi.